# بروس غوردون
بروس غوردون هو عازف قيثارة كندي، ولد في 1968.

## وصلات خارجية
- بروس غوردون على موقع ميوزك برينز (الإنجليزية)
- بروس غوردون على موقع أول ميوزيك (الإنجليزية)
- بروس غوردون على موقع ديسكوغز (الإنجليزية)